# Krzyżanowo (województwo pomorskie)
Krzyżanowo (dawniej: język staropruski Seitkaimis, niem. Notzendorf) – osada w Polsce położona w województwie pomorskim, w powiecie malborskim, w gminie Stare Pole na obszarze Żuław Elbląskich w pobliżu tras linii kolejowej Malbork-Elbląg i drogi krajowej nr 22. Wraz z sąsiednim Starym Polem stanowi zwarty obszar zabudowany o charakterze małomiasteczkowym osiągając 2200 mieszkańców.
W latach 1975–1998 miejscowość administracyjnie należała do województwa elbląskiego.

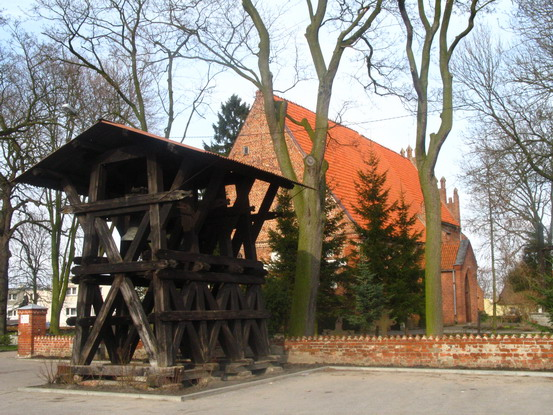
Dzwonnica

## Historia
Historia Krzyżanowa wiązana jest najczęściej z historią zakonu krzyżackiego, bo przecież do Malborka – stolicy państwa zakonnego jest jedynie 12 kilometrów. Jednak wcześniejszymi mieszkańcami okolicznych terenów i założycielami wsi były plemiona słowiańskie i pruskie (Seitkaimis lub Seytkam – wymieniana pod tymi bałtyjskimi nazwami była jeszcze w 1385 roku). Po osiedleniu osadników zachodnich w XII-XIV wieku pierwotna ludność tubylcza z biegiem lat została przez nich wchłonięta.
Pierwsze prawo lokacyjne (prawo chełmińskie) zostało nadane wsi około roku 1319. Niemiecka nazwa wsi Notzendorf pochodzi od nazwiska bogatego właściciela ziemskiego (bauera) Nocze. Miejscowość podlegała pod komturię dzierzgońską, a bezpośrednio była administrowana przez komornictwo w Fiszewie. Krzyżanowo stanowiło główny ośrodek religijny dla ludności wyznania katolickiego z okolicznych wsi. W 1330 r. mieszkańcy sąsiedniej wsi Stare Pole zostali zobowiązani do płacenia dziesięciny dla kościoła w Krzyżanowie. Polski król Kazimierz odnowił lokację wsi w roku 1476.
Do końca II wojny światowej wieś Notzendorf leżała w granicach Prus Wschodnich w rejencji Westpreussen. Po wojnie ludność niemiecka została wysiedlona, a do wsi, która zmieniła nazwę na Krzyżanowo, przybyli osadnicy z całej Polski.
W Krzyżanowie powstała w 1408 r. szkoła dla dzieci z parafii katolickiej. Szkoła ta przetrwała do 1934 roku w budynku przy ulicy Kościelnej (w budynku dawnego sklepu spożywczego i klubokawiarni).
Zabudowa wiejska Krzyżanowa pochodzi z XIX i XX wieku. Nie zachowały się przykłady dawnego drewnianego budownictwa ludowego. W zachodniej części wsi stoi dom dużego gospodarza, mieszkalny z zagrodą, z IV ćwierci XIX wieku.

## Zabytki

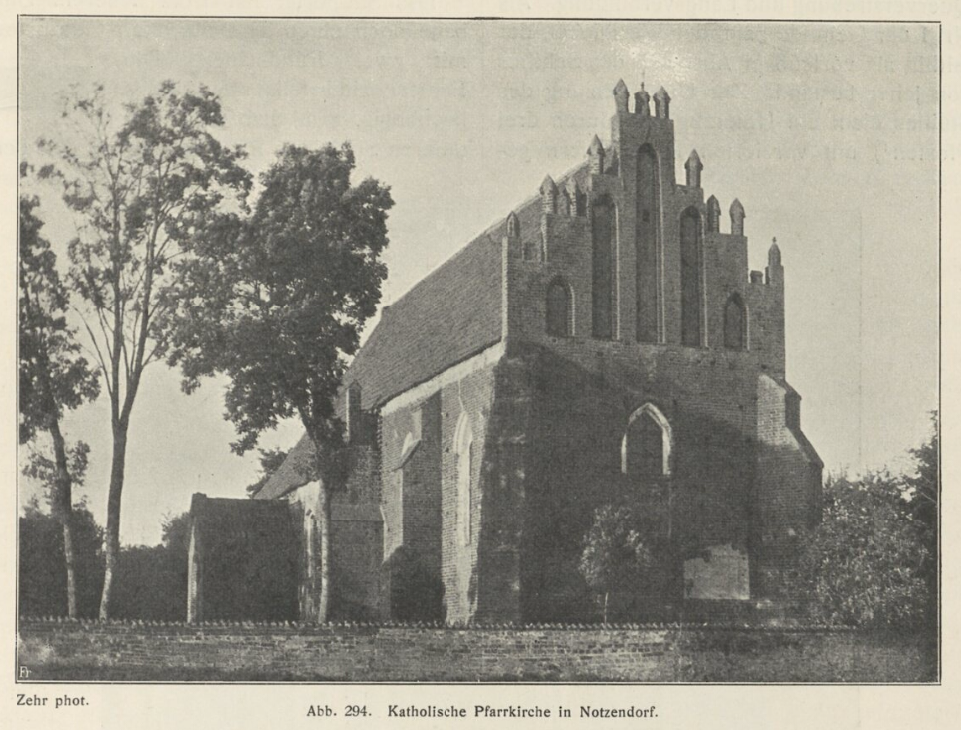
Kościół pw. św. Barbary (1919 lub wcześniej)

Według rejestru zabytków NID na listę zabytków wpisane są:
- kościół pw. św. Barbary, XIV-XV, nr rej.: A-172 z 30.05.1957
- cmentarz (nieczynny), nr rej.: A-172 z 30.06.1994
- dzwonnica drewniana, 1 poł. XIX, nr rej.: j.w.
- ogrodzenie z bramą, nr rej.: j.w.

Najważniejszym zabytkiem Krzyżanowa jest gotycki kościół św. Barbary pochodzący z XIV wieku. Kościół usytuowany jest w dawnym centrum wsi, przy skrzyżowaniu dróg w kierunku Starego Pola, Szaleńca, Żuławki Sztumskiej (a dalej Dzierzgonia) i Kraszewa. Początki budowy kościoła sięgają początku XIV wieku, gdy wzniesiono obecny korpus nawowy (konstrukcja szachulcowa). Około 1340 roku dostawiono od wschodu prezbiterium, a szachulcowy korpus dodatkowo obmurowano. W końcu XIV wieku wybudowano wieżę, w dolnej kondygnacji murowaną, a wyżej drewnianą. Wieża ta została zniszczona przez wielki sztorm w 1817 roku. Wyposażenie wnętrza jest przeważnie barokowe, ale zachowało się również duże gotyckie malowidło ścienne ze sceną Ukrzyżowania z XIV w.
Wokół kościoła znajduje się niewielki cmentarz, a całość otacza średniowieczny kamienno-ceglany mur. Cmentarz wraz z układem zieleni wysokiej, zachowanymi nagrobkami, murem cmentarnym, bramą i dzwonnicą wraz z trzema dzwonami założony został prawdopodobnie już w I połowie XIV wieku. Zachowały się 4 neogotyckie, żeliwne krzyże nagrobne z lat 1825-1889 i wykonany ze sztucznego kamienia nagrobek w formie krzyża z 1918 r. Najstarszymi elementami są dwie neoklasycystyczne piaskowcowe stele z 1796 r. i piaskowcowy, bogato profilowany słupek z 1740 r. Aktualna drewniana dzwonnica pochodzi z połowy XIX wieku.